# زاکاگوری
زاکاگوری (به لاتین: Zakagori) یک روستا در گرجستان است که در شهرداری کازبگی واقع شده‌است. زاکاگوری ۰ نفر جمعیت دارد و ۲٬۲۴۳ متر بالاتر از سطح دریا واقع شده‌است.